# آریرانگ (تلفن هوشمند)
آریرانگ (کره‌ای: 아리랑) یک خط تولید تلفن هوشمند اندرویدی در کره شمالی است که نام آن از ترانهٔ فولکلور کره‌ای «آریرانگ» گرفته شده است.

## تاریخچه
در سال ۲۰۱۳، کیم جونگ اون از کارخانه‌ای به نام «کارخانهٔ ۱۱ مه» بازدید کرد که تلفن هوشمند «آریرانگ» را تولید می‌کند.
کیم جونگ اون از تولید این گوشی ابراز خوشحالی و حمایت کرد و معتقد بود که این گوشی می‌تواند به اقتصاد کشور کمک کرده و «احساس غرور ملی و احترام به خود» را در مردم تقویت کند.
در اوت همان سال، نخستین نسخهٔ گوشی آریرانگ عرضه شد و ادعا شد که این محصول، نخستین گوشی هوشمند تولید داخل کره شمالی است؛ هرچند تحلیلگران معتقدند که «آریرانگ» به‌احتمال زیاد در چین ساخته می‌شود.

### قابلیت‌ها
یک وبلاگ ژاپنی گوشی آریرانگ ای‌اس۱۲۰۱ ساخت کره شمالی را با گوشی یونی‌اسکوپ یو۱۲۰۱ ساخت چین مقایسه کرد. این دو مدل از لحاظ مشخصات فنی شباهت‌های زیادی با یکدیگر داشتند.
به گفتهٔ یک توسعه‌دهندهٔ نرم‌افزار دانمارکی در سال ۲۰۱۸، گوشی آریرانگ دارای قابلیت‌هایی همچون بلوتوث، اتصال 3G، درگاه microSD و پیام‌رسانی «رمزنگاری‌شده» است.
کریستین بوده ینسن همچنین گزارش داده که این گوشی با چندین بازی از پیش‌نصب‌شده عرضه می‌شود که شامل پنج نسخه از پرندگان خشمگین، سوپر ماریو و گیاهان دربرابر زامبی‌ها است.
از سال ۲۰۲۰ تا ۲۰۲۳، هیچ مدل جدیدی از گوشی آریرانگ عرضه نشده است.

## محصولات
گوشی‌های آریرانگ به ترتیب زیر عرضه شده‌اند: آریرانگ ای‌اس۱۲۰۱، آریرانگ ۱۵۱، آریرانگ ۱۵۲، آریرانگ ۱۶۱، گلد آریرانگ (با طراحی داخلی طلایی)، آریرانگ اف‌پی۶۸ (مدل تاچی دوطرفه)، آریرانگ ۱۷۱ و آریرانگ 221.

### آریرانگ ۱۵۱
در سال ۲۰۱۶، «آریرانگ ۱۵۱» (کره‌ای: 아리랑 151) همراه با نسخه‌ای اقتصادی‌تر با نام «آریرانگ ۱۵۲» (کره‌ای: 아리랑 152) معرفی شد.
مدل ۱۵۱ دارای طراحی کشویی بود و از حافظه داخلی ۳۲ گیگابایتی و دوربین ۱۳ مگاپیکسلی با وضوح ۴۱۹۲ در ۳۱۰۴ پیکسل بهره می‌برد.
این گوشی همچنین دارای قابلیت «قفل برنامه» بود. گوشی‌های به‌روزرسانی‌شدهٔ آریرانگ در این دوره، اجازهٔ انتقال فایل از طریق بلوتوث از دستگاه‌های خارجی را نمی‌دادند.

### آریرانگ ۱۵۲
مدل اقتصادی‌تر گوشی «آریرانگ ۱۵۱» بود.

### آریرانگ ۱۶۱
در سال ۲۰۱۷، «آریرانگ ۱۶۱» (کره‌ای: 아리랑 161) معرفی شد.
این مدل دارای صفحه نمایش ۴٫۷ اینچی و کارت حافظه ۳۲ گیگابایتی بود. همچنین، نخستین گوشی آریرانگ بود که به حسگر اثر انگشت مجهز شد.

### آریرانگ ۱۷۱
«آریرانگ ۱۷۱» (کره‌ای: 아리랑 171) در سال ۲۰۱۸ عرضه شد.
این مدل از سیستم‌عامل اندروید نوقا بهره می‌برد و به تراشهٔ ۲٫۶ گیگاهرتزی MT6797 ساخت مدیاتک، صفحه نمایش ۵٫۵ اینچی، ۴ گیگابایت رم (RAM)، دوربین پشتی دوگانه با لنز ۱۳ مگاپیکسلی، دوربین جلویی ۸ مگاپیکسلی، حافظهٔ فقط خواندنی (ROM) ۳۲ گیگابایتی، حسگر اثر انگشت و قابلیت ضبط ویدئوی ۴کی مجهز بود.
گوشی آریرانگ ۱۷۱ قابلیت اتصال به شبکهٔ وای‌فای می‌ره (Mirae) را نیز داشت.

### آریرانگ ۲۲۱
در اکتبر ۲۰۲۳، گوشی هوشمندی با نام «آریرانگ ۲۲۱» (کره‌ای: 아리랑 221) در یکی از ویدئوهای تلویزیون مرکزی کره مشاهده شد.

## قیمت
گوشی‌های آریرانگ از طریق مراکز فروش محلی که توسط اپراتورهایی مانند کوریولینک اداره می‌شدند، عرضه می‌شدند. این گوشی‌ها هم به صورت مستقل و هم به همراه سیم‌کارت‌های 3G به فروش می‌رسیدند.
به گزارش دیلی ان‌کی، در سال ۲۰۱۴، گوشی آریرانگ با قیمت ۴۰۰ دلار به فروش می‌رسید.
بر اساس گزارش سی‌ان‌ان، در سال ۲۰۱۷ این گوشی‌ها در پیونگ‌یانگ با قیمت ۳۵۰ دلار عرضه می‌شدند. برای خرید یک گوشی آریرانگ حدود ۳٫۳ میلیون وون کره شمالی لازم بود.